# Sterling Street
Sterling Street – stacja metra nowojorskiego, na linii 2 i 5. Znajduje się w dzielnicy Brooklyn, w Nowym Jorku i zlokalizowana jest pomiędzy stacjami President Street i Winthrop Street. Została otwarta 23 sierpnia 1920.